# ペイズリィ8
「ペイズリィ8」あるいは「Paisley8」は沢田ヒロユキと山崎憲司を中心とした、映画、テレビドラマ向けにサウンドトラックを制作する音楽ユニット。

## 概要
CMやマルチメディアの楽曲制作で活動中の作曲家である両名が、フットワークを軽くして動く為の作曲集団ユニット。ポップさと高品質な生演奏楽曲が評価を得て、ここ数年は多数の劇伴作品を手がけている。ヴァイオリニストの須磨和声ほか編曲家、作曲家、演奏家、技術者なども関わっている。

## 関わった作品
- 人狼ゲームシリーズ
  - 映画『人狼ゲーム クレイジーフォックス』
  - 映画『人狼ゲーム プリズン・ブレイク』
  - 映画『人狼ゲーム ラヴァーズ』
  - 映画『人狼ゲーム マッドランド』
  - テレビドラマ『人狼ゲーム ロストエデン』
  - 映画『人狼ゲーム インフェルノ』
- 映画
  - 『ねこあつめの家』
  - 『シンデレラゲーム』
  - 『おいしい給食』
  - 『老人ファーム』
- テレビドラマ
  - 『サチのお寺ごはん』
  - 『柴公園』
  - 『おいしい給食』
- DVD『乳酸菌飲料販売員の女』